# Víctor Zapata
Víctor Eduardo Zapata (San Martín, 20 gennaio 1979) è un ex calciatore argentino, di ruolo centrocampista.

## Carriera

### Club
Durante la sua carriera ha giocato principalmente con il River Plate.

### Nazionale
Conta due presenze con la Nazionale argentina.